# 5115 Frimout
5115 Frimout eller 1988 CD4 är en asteroid i huvudbältet som upptäcktes den 13 februari 1988 av den belgiske astronomen Eric W. Elst vid La Silla-observatoriet. Den är uppkallad efter den belgiske astronauten Dirk Frimout.
Asteroiden har en diameter på ungefär 13 kilometer och den tillhör asteroidgruppen Eos.